# لیدیا سادووا
لیدیا سادووا (لهستانی: Lidia Sadowa؛ زادهٔ ۲۱ ژانویه ۱۹۸۵) بازیگر و صداپیشه اهل لهستان است.
از فیلم‌ها یا مجموعه‌های تلویزیونی که وی در آن‌ها نقش داشته‌است، می‌توان به مزرعه، خودِ زندگی، رنگ‌های خوشبختی، در خوشی و سختی، قانون حقیقی، در خیابان سپولنی، صد سال خاندان وینیخ، کمیسر آلکس و ۸۰ میلیون اشاره نمود.